# 三輪休和
三輪 休和（みわ きゅうわ、1895年4月20日 - 1981年10月24日）は、日本の陶芸家。第十代三輪休雪。1970年に人間国宝に認定。本名は邦広。

## 来歴
1895年（明治28年）山口県萩市の旧萩藩御用窯三輪家の9代雪堂の次男として生まれる。1908年（明治41年）、明倫館の流れを汲む萩中学校に入学し、優秀な成績で2年に進むが、祖父雪山の「職人に学問は要らぬ」という説得により、同校を2年で退学、作陶を父の九代雪堂に学び、家業に従事する。また、祖父の勧めから江戸千家流の阿部直彦について茶道を学び、また宝生流の渡辺蒿蔵に謡曲を習うなど、諸芸の修業を積んだ。1937年（昭和2年）三輪窯を継承して10代休雪を襲名した。1942年（昭和7年）に川喜田半泥子、金重陶陽、荒川豊蔵らと「からひね会」を結成するが、具体的な芸術活動には至らなかった。1956年（昭和31年）山口県指定無形文化財萩焼保持者に認定されるも、 1967年（昭和42年）自ら隠居して休雪名を実弟の節夫に譲り、自らは「休和」と号した。1967年に紫綬褒章を受章、1970年には重要無形文化財「萩焼」保持者に認定。1972年に萩市名誉市民となり、翌1973年、勲四等旭日小綬章を受章した。1981年、逝去。1970年から毎年萩市に贈った寄付金は「三輪休和芸術文化奨学金」として活用されている。
作風は高麗茶碗に和風を調和させた温和な作風が特徴で、萩焼特有の藁灰釉を工夫することによって春雪のような温味のある白を完成し、1955年前後から「休雪白」の名で呼ばれるようになった。